# 因弗戈登
因弗戈登（英语：Invergordon；苏格兰盖尔语：Inbhir Ghòrdain或An Rubha），是英国苏格兰高地行政区的一个城镇。总人口3890（2001年）。英国铁路线远北线在该镇设有因弗戈登火车站。